# فلاديمير روسليك
فلاديمير روسليك (بالإسبانية: Vladimir Roslik)‏ (1943 - 1984) كان طبيبا وعضوا في الحزب الشيوعي لأوروغواي خلال الدكتاتورية العسكرية في أوروغواي في الفترة من 1973 إلى 1985.
وكان آخر ضحية للموت تحت التعذيب في هذه الديكتاتورية.
ولد روسليك وتوفي في سان خافيير، ريو نيغرو. درس الطب في الاتحاد السوفياتي، في الجامعة الروسية لصداقة الشعوب.

## روابط خارجية
- Inter-American Commission on Human Rights resolution regarding Roslik's torture and death.